# Josh Ferguson
Josh Ferguson (* 23. května 1993 Naperville, Illinois) je hráč amerického fotbalu nastupující na pozici Running backa za tým Indianapolis Colts v National Football League. Univerzitní fotbal hrál za University of Illinois at Urbana–Champaign, po Draftu NFL 2016, kdy si ho nevybral žádný tým, podepsal smlouvu s týmem Indianapolis Colts.

## Vysoká škola a univerzita
Během studií hrál americký fotbal za Illinois High School, kde byl zvolen nejužitečnějším hráčem East Suburban Catholic League. Web Rivals.com ho ohodnotil třemi hvězdičkami. Poté přestoupil na University of Illinois at Urbana–Champaign, kde v posledním ročníku nastoupil kvůli zranění pouze do devíti utkání. V nich zaznamenal 708 naběhaných yardů ze 129 pokusů, 3 touchdowny a 37 zachycených přihrávek pro 280 yardů a 2 touchdowny. Po skončení ročníku byl za své výkony vybrán do třetího all-stars týmu konference Big Ten.

## Profesionální kariéra
Poté, co si ho nevybral žádný tým během sedmi kol Draftu NFL 2016, tak jako volný hráč podepsal v 2. května 2016 smlouvu s Indianapolis Colts.